# 리처드 스티븐 호비츠
리처드 스티븐 호비츠(Richard Steven Horvitz, 1966년 7월 29일 ~ )는 미국의 배우이자 성우이다.